# Exigit Contumacium
Exigit Contumacium fou una butlla papal emesa per Juli II el 18 de febrer de 1513.
En ella el Papa excomunicava als reis de Navarra, Joan III d'Albret i Caterina de Foix, com a implicats en el cisma de l'Església per fer costat al rei de França Lluís XII en la guerra contra els Estats Pontificis. Els va desposseir del títol i dignitat reals i va confiscar les seves possessions, perquè passessin a ser legítima propietat dels qui "en la més justa i més santa" les haguessin adquirit. Legitimant, per tant la Conquista de Navarra realitzada l'any anterior per Ferran el Catòlic, alliberant als súbdits dels monarques navarresos del jurament de fidelitat prestada a ells.
En aquesta butlla es justifica per:
| «                                                   | els fills de perdició, Joan i Caterina, reis de Navarra en un altre temps, cedint també ells a les suggestions de l'esperit maligne, menyspreant el nostre mandat i les censures en ell contingudes (...) com a nous ministres de Satanàs, van tenir la gosadia d'unir-se al rei Lluís per ajudar els cismàtics i de prendre les armes contra els exèrcits dels reis Ferran II i Enric (d'Anglaterra), aliats nostres i de la Santa Església | » |
| — Recollida per Pedro Esarte a "Navarra, 1512-1530" | |   |

Aquesta butlla seguia a l'emesa pel mateix Papa a la fi de juliol de 1512, Pastor Ille Caelestis, en la qual s'excomunicava als aliats del rei francès, i que va ser utilitzada com una de les excuses per envair el Regne de Navarra que s'havia iniciat amb antelació.